# 伊莉莎白公主 (喬治三世之女)
伊莉莎白公主（英語：Princess Elizabeth，1770年5月22日—1840年1月10日），黑森-洪堡伯爵夫人，英國國王喬治三世和夏洛特王后的第三個女兒，维多利亚女王的姑姑。

## 早年
伊莉莎白個性相當大方，不喜歡過於繁雜的禮節。在兄弟姐妹中，她與姐姐奧古斯塔以及哥哥愛德華最為親近。
如同其他的姐妹們，她的父母一直沒有安排她的婚事。據傳伊莉莎白曾與聖海倫男爵有過一段感情，她形容「從未有其他男人令我如此愛慕，他對我的溫柔始終如一」。

## 家庭
伊莉莎白嫁給黑森-洪堡伯爵腓特烈六世。兩人沒有生育子女。
伊莉莎白於1840年去世，享年69歲。